# Ле-Брюнель
Ле-Брюне́ль (фр. Les Brunels) — коммуна во Франции, находится в регионе Лангедок — Руссильон. Департамент коммуны — Од. Входит в состав кантона Северный Кастельнодари. Округ коммуны — Каркасон.
Код INSEE коммуны — 11054.

## Население
Население коммуны на 2008 год составляло 220 человек.
| 1962 | 1968 | 1975 | 1982 | 1990 | 1999 | 2008 |
| ---- | ---- | ---- | ---- | ---- | ---- | ---- |
| 107  | 153  | 137  | 161  | 147  | 162  | 220  |

## Экономика
В 2007 году среди 137 человек в трудоспособном возрасте (15—64 лет) 88 были экономически активными, 49 — неактивными (показатель активности — 64,2 %, в 1999 году было 58,5 %). Из 88 активных работали 75 человек (37 мужчин и 38 женщин), безработных было 13 (7 мужчин и 6 женщин). Среди 49 неактивных 8 человек были учащимися или студентами, 25 — пенсионерами, 16 были неактивными по другим причинам.